# Kseniya Borodina
Kseniya Kimovna Borodina (la naștere – Amoeva, a doua căsătorie – Omarova, n. 8 martie 1983, Moscova, RSFS Rusă, URSS) - prezentatoare TV în Rusia, actrita si DJ.

## Biografie
Ksenya Borodina s-a născut în data de 08 martie 1983 la Moscova.
Când avea un an, părinții ei au divorțat. Ea și-a petrecut copilăria cu bunica și bunicul ei, în fiecare an mergea în vizită la părinții ei care locuiesc în Italia. A studiat ceva timp la o școală engleză. La 18 ani (din cauza unor neînțelegeri cu tatăl său) a luat numele mamei sale. Borodina are un frate Nikita, care studiază în cadrul Facultății de Drept de la Universitatea de Stat din Rusia.
După ce a absolvit liceul privat în care a studiat aprofundat limbile străine,  Ksenya a fost admisă în al doilea an al Institutului de Management Hotelier și Turism, specialitatea „Turism Manager“.
Începând cu anul 2004, este prezentatoarea reality-show-lui  "Casa 2" difuzată la postul de televiziune rus-TNT.

## Viața personală
Ksenia a fost împreună cu Leonid Nerushenko –solist la trupa  "Dynamite", care ulterior a murit într-un tragic accident rutier.
În 08 august 2008 Ksenia Borodina s-a căsătorit cu omul de afaceri Yuri Budagov , pe care l-a întâlnit la filmările unei emisiuni de comedie. În 10 iunie 2009 s-a născut fiica lor Marusya. Pe 04 aprilie 2011 cuplul a divorțat. 
Ulterior a fost implicată în relații cu foști membri ai reality-show-lui la care este prezentatoare, Oscar Karimov și Mihail Terohin.
La 03 iulie 2015 Ksenia Borodina s-a căsătorit cu omul de afaceri Kurban Omarov, iar în 22 decembrie 2015 a dat naștere unei fiice. Fata a primit numele de Thea. Din mai multe motive personale au divorțat in anul 2021.

## Cărți
2007 - „Casa-2. Legile Iubirii »
2011 - „Slăbește cu Ksenia Borodina»

## Filmografie
2008 - Zaza (regia Andrey Silkin.) – iubita eroului principal
2011 – Metod Lavrovoy (serial, sezonul 1, episodul 3-4)
2013 – Fetele (s-a jucat pe ea însăși, episodul 36)
2014 – Felicitări cu 8 martie, bărbați! – prietena eroinei principale.

## Televiziune
Participantă la talk-show-ul  "Fereastra" (2002-2005)
Participantă la emisiunea „Lacrimi Maiden“ (2002-2003)
Gazdă a reality-show-lui  "Casa 2" (2004 -.. N-in)
Participantă a talk show-ului "Let Them Talk" (2009 - n în.).
Co-prezentatoare a emisiunii «Cosmopolitan. Versiunea video a „(2009 )
Co-prezentatoare a mai multor ediții a emisiunii „Bătălia ghicitorilor“ (2010)
Participantă a proiectului TV "Dancing with the Stars" (sezonul, 2011)
Participantă a  proiectului TV "Cruel Intentions" (Sezonul 2, 2011)
A fost de două ori parodiată în show-ul de televiziune „Mare diferență“, în calitate de co-gazdă a emisiunii „Dom-2“. Parodie efectuată de actrița Valentina Rubtsova.
Din mai 2012 până în 16 iulie 2013 a fost gazda  emisiunii „Reset“ de la TNT. În 2016  a revenit din nou la această emisiune.